# Рохіт Саггі
Рохіт Саггі (норв. Rohit Saggi, нар. 31 січня 1991) — норвезький футбольний арбітр індійського походження. З 2018 року — Арбітр ФІФА. В минулому — арбітр хокею з м'ячем (бенді).

## Кар'єра
Саггі розпочинав як арбітр хоккей з м'ячем, але через три роки вирішив перейти до футболу. За ці три роки він встиг відсудити кілька міжнародних чемпіонатів, включно з чемпіонатом світу 2013 року, ставши наймолодшим арбітром. Під час фіналу відсудив останні десять хвилин, коли фінський головний арбітр отримав травму. Саггі також судив фінал чемпіонату світу з хокею з м'ячем серед жінок у 2012 році в Іркутську в Росії, а також фінал чемпіонату світу серед чоловіків того ж року.
Після переходу до футболу став працювати арбітром у нижчих лігах, а 16 жовтня 2016 року Саггі відсудив свій перший матч вищого норвезького дивізіону між «Стартом» і «Тромсе» (2:1).  
2018 року став арбітром ФІФА і 11 липня дебютував у єврокубках в матчі кваліфікаційного раунду Ліги Європи УЄФА між «Бананцом» і «Сараєво».
21 березня 2018 року відсудив свій перший матч національних, коли Ліхтенштейн програв 0:1 Андоррі.